# Menhir von Peißen
Der Menhir von Peißen (auch Speckseite genannt) war wahrscheinlich ein vorgeschichtlicher Menhir bei Peißen, einem Ortsteil von Bernburg (Saale) im Salzlandkreis, Sachsen-Anhalt. Er wurde 1899 bei Bauarbeiten zerstört.

## Lage
Der Stein befand sich direkt im Ort neben der Schule und wurde 1899 bei deren Erweiterung beseitigt.

## Beschreibung
Der Menhir bestand aus quarzitischem Sandstein von bräunlicher Färbung. Er hatte eine Höhe zwischen 1 m und 1,5 m sowie eine Dicke von 0,25 m. Seine Form und seine Farbe brachten ihm die Bezeichnung „Speckseite“ ein.
Funde aus der Umgebung des Menhirs stammen von der Trichterbecherkultur, der Schnurkeramischen Kultur, der Aunjetitzer Kultur, aus der Vollbronzezeit und dem slawischen Frühmittelalter.

## Der Menhir in regionalen Sagen
Nach einer Sage soll der Stein im Jahr 1704 beim großen Brand von Peißen an seinen Standort neben der Schule geschleudert worden sein.